# Amelie Stiefvatter

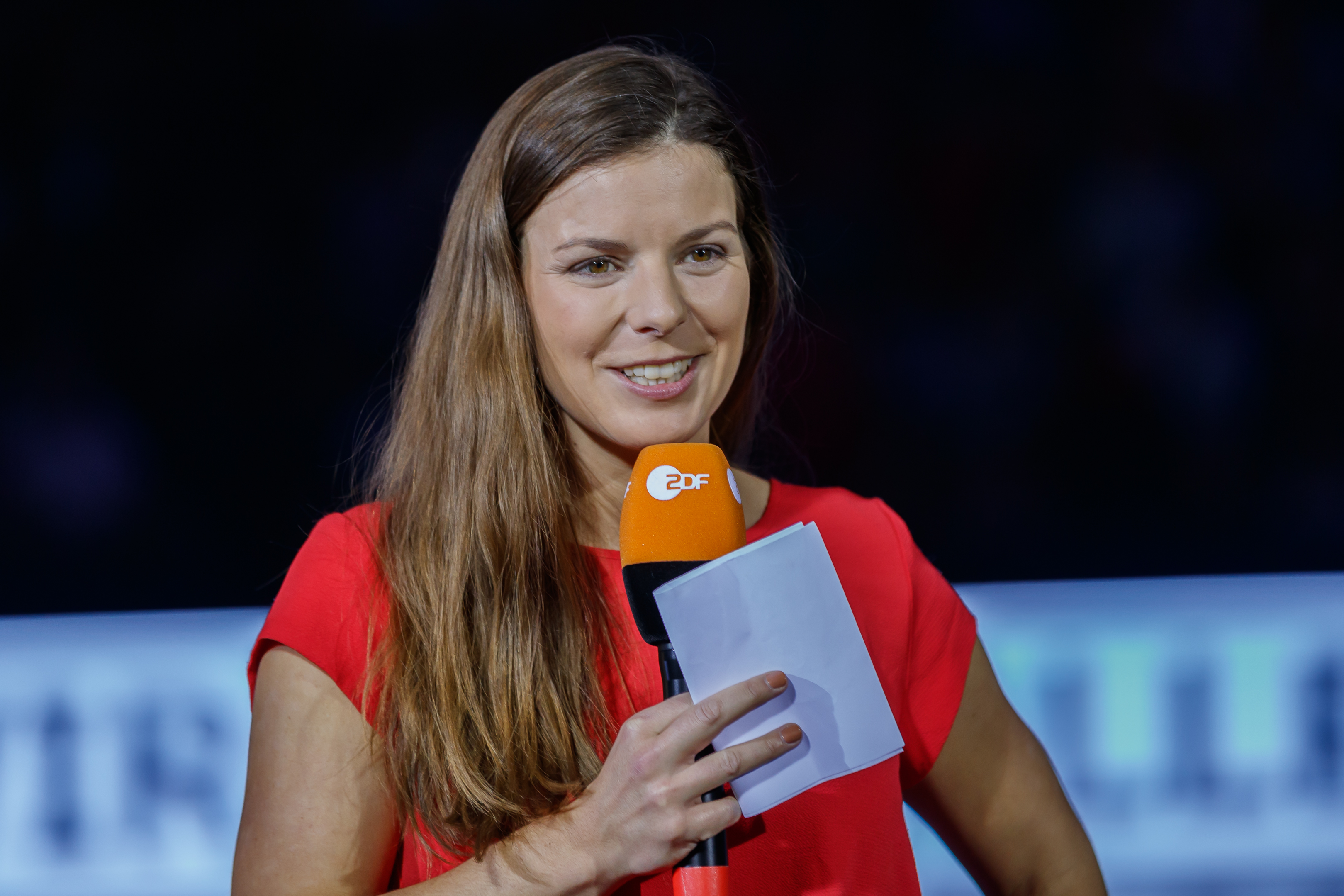
Amelie Stiefvatter beim Tag des Handballs 2023

Amelie Stiefvatter (* 28. Juni 1990 in Berlin) ist eine deutsche Journalistin und Fernsehmoderatorin.

## Leben und Karriere
Stiefvatter absolvierte ein Auslandsjahr in den USA, Oregon als Austauschschülerin. Nach dem Abitur begann sie ein Studium an der Universität Wien. Nach dem Studium arbeitete sie ab März 2013 für den Sender ServusTV & Red Bull als Reporterin und in der Online-Redaktion. Nebenbei war sie als Vertretung auch im Sportbereich vor der Kamera tätig. Im Jahr 2015 war sie als Regisseurin für den Dokumentarfilm Die Seele der Sieger – Marcel Hirscher & Anna Fenninger auf Servus TV tätig. Im März 2019 verließ sie den Sender.
Von März 2020 bis März 2021 war Amelie Stiefvatter an der Seite von Johannes Zenglein Moderatorin des Tigerenten Clubs in der ARD.
2021 moderierte sie an der Seite von Johannes B. Kerner und Sascha Bandermann die Übertragungen der Fußball-Europameisterschaft 2021 bei MagentaTV, wo sie in der „Lounge“ Interviews mit prominenten Gästen führte und Einblicke in die sozialen Netzwerke gab.
Seit dem 8. August 2022 moderiert sie wechselweise den Sportblock im ZDF-Morgenmagazin. Bei der Fußball-Weltmeisterschaft 2022, der Fußball-Weltmeisterschaft der Frauen 2023 und der Fußball Europameisterschaft 2024 war sie für das ZDF als Reporterin im Einsatz.
Sie lebt seit ihrem Studium in Österreich. Stiefvatter war von 2018 bis 2020 ehrenamtliche Präsidentin des gemeinnützigen Klimaschutzvereins Protect Our Winters Austria. Stiefvatter betreibt mit AMovie ihre eigene Produktionsfirma. Sie produziert immer wieder Filme für das ZDF. 

## Fernsehauftritte
- 2013–2019: Moderation bei ServusTV
- 2020–2021: Moderation Tigerenten Club (ARD/SWR)
- 2020: Moderation Timster (KIKA) (Vertretung)
- 2021: Kandidatin bei Wer weiß denn sowas? (Das Erste)
- 2021: Moderation der Fußball-Europameisterschaft 2021 bei MagentaTV
- 2022: Moderation Special Olympics SKY
- 2022: Moderation Sky Sport News
- 2022: Moderation Sportblock im ZDF-Morgenmagazin
- 2023: Moderation ZDF-Frauenfußball WM
- 2023: Moderation ZDF-Ski Alpin
- 2024: Moderation ZDF-UEFA Euro DFB Reporterin
- 2024: UEFA Euro 2024 Closing Dinner
- 2025: Moderation ZDF-Ski Alpin WM
- 2025: Moderation & Producerin UEFA Women Euro 2025
- 2025: Moderation DFB Sepp-Herberger-Awards
- 2025: Moderation Abschlussfeier FISU Summer World University Games 2025 Rhine-Ruhr